# Abitazioni in Giappone

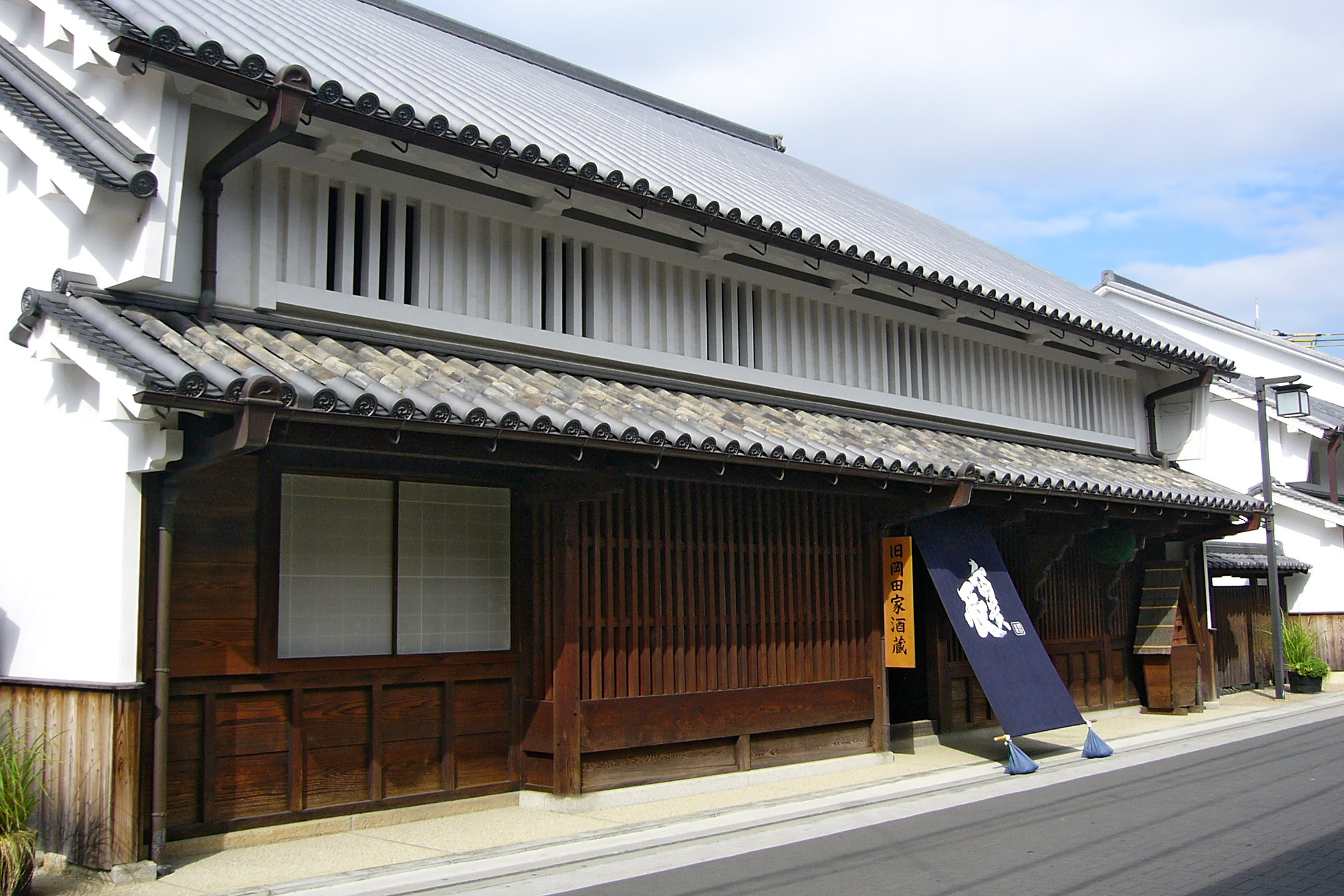
Un'abitazione tradizionale nella prefettura di Hyōgo

Le abitazioni in Giappone presentano una grande varietà di stili.
Una tipica casa giapponese è costituita da un edificio di due piani realizzato in legno suddiviso in quattro o cinque stanze.

## Storia

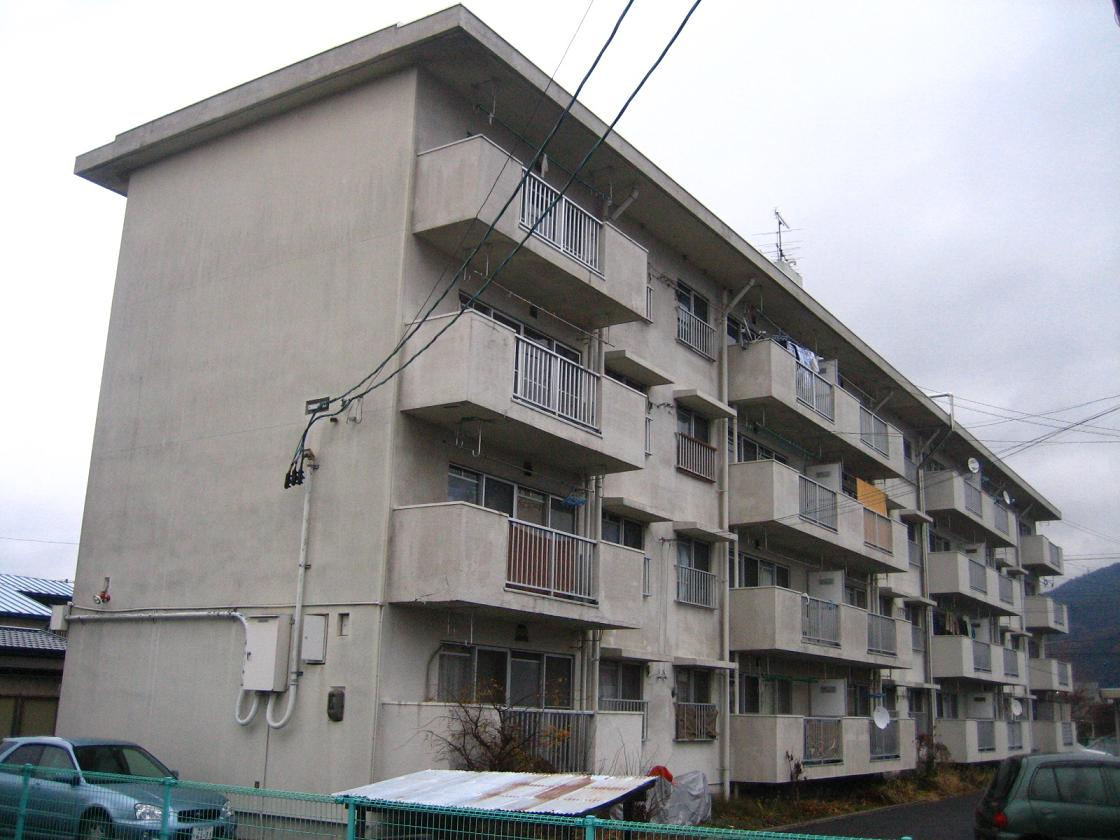
Danchi nella prefettura di Fukushima

Non si hanno numerose informazioni relative all'edilizia giapponese prima degli anni 1940. Nel 1923 il grande terremoto del Kantō distrusse un quinto delle abitazioni e i bombardamenti durante la seconda guerra mondiale hanno arrecato numerosi danni, in particolare nelle aree urbane.
Nel 1955 venne fondata la Japan Housing Corporation (in seguito divenuta Urban Renaissance Agency) che ha costruito numerosi appartamenti, in particolare negli anni 1960 in seguito all'urbanizzazione delle grandi città, situati all'interno di danchi di quattro o cinque piani.